# Rigas nationella zoologiska trädgård
Rigas nationella zoologiska trädgård (lettiska: Rīgas Nacionālais zooloģiskais dārzs) är en kommunalt ägd djurpark i Riga i Lettland. Den ligger i stadsdelen Mežaparks, på västra sidan av sjön Ķīšezers. Rigas Zoo har filialen Cīruļi i Liepāja distrikt, vilken grundades 1996.

## Historik
En förening för att grunda ett zoo bildades 1908. Den zoologiska trädgården öppnades i oktober 1912 på ett 16,4 hektar stort område. Det stängdes i augusti 1917 efter det att tyskarna ockuperat Riga under första världskriget. Efter kriget inrättades ett läger för barn från fattiga familjer på platsen. Efter det att en ny förening bildats i december 1932 kunde den zoologiska trädgården återöppnas i september 1933. Under andra världskriget kunde den bevaras, och den öppnades för allmänheten igen i september 1944.
År 1950 öppnades ett akvarium, och andra byggnader tillkom från 1980-talet. 

## Återintroduktion av lövgrodor
Rigas Zoo påbörjade 1988 ett projekt för att återinföra lövgrodor i sydvästra Lettland. Detta har lett till att det numera finns vilda lövgrodor på flera ställen i landet.